# Egyszer volt Budán kutyavásár
Az Egyszer volt Budán kutyavásár egy népmese (általában Mátyás király-mese), valamint az ezt feldolgozó rajzfilm címe; mondatként egy népmesei szólás.
A népmese története szerint „az igazságos Mátyás király” közbenjárására a szegény ember kutyáit a budai vásárban a nemesek jó pénzért felvásárolják. Ezt hallva a kapzsi gazdag ember minden vagyonát pénzzé teszi, azon kutyákat vásárol és a kutyafalkával Budára megy. Ott azonban elzavarják azzal, hogy „egyszer volt Budán kutyavásár, csak egyszer.” A kutyák szétszaladnak, ezzel a gazdag ember vagyona elvész.
A Magyar néprajzi lexikon.  szerint ez a motívum megjelenik Kis János Elmés nyájasságok, Dugonics András Magyar példabeszédek és Jókai Mór A magyar nép élce szép hegedűszóban című gyűjteményében.
A 13 részes Mesék Mátyás királyról című rajzfilmsorozat (1981-ben készült) második része feldolgozza a népmesét.
Merényi László és Benedek Elek gyűjtésében kutyák helyett macskák szerepelnek.